# Шарм сир л'Ербас
Шарм сир л'Ербас (фр. Charmes-sur-l'Herbasse) насеље је и општина у источној Француској у региону Рона-Алпи, у департману Дром која припада префектури Валанс.
По подацима из 2011. године у општини је живело 923 становника, а густина насељености је износила 71,88 становника/km². Општина се простире на површини од 12,84 km². Налази се на средњој надморској висини од 251 метар (максималној 426 m, а минималној 224 m).

## Демографија
| 1962. | 1968. | 1975. | 1982. | 1990. | 1999. | 2011. |
| ----- | ----- | ----- | ----- | ----- | ----- | ----- |
| 413   | 455   | 449   | 530   | 631   | 713   | 923   |

График промене броја становника у току последњих година